# دينيس خليلوفيتش
دينيس خليلوفيتش (بالسلوفينية: Denis Halilović)‏ (مواليد 2 مارس 1986)، هو لاعب كرة قدم كان يلعب كمدافع.

## وصلات خارجية
- دينيس خليلوفيتش على موقع رابطة كرة القدم اليابانية للمحترفين (اليابانية)
- دينيس خليلوفيتش على موقع قاعدة بيانات كرة القدم.إي يو (الإنجليزية)
- دينيس خليلوفيتش على موقع Soccerway.com (الإنجليزية)
- دينيس خليلوفيتش على موقع عالم كرة القدم.نت (الإنجليزية)